# Stazione di Rho Fiera
La stazione di Rho Fiera è una fermata ferroviaria ubicata sulle due linee ferroviarie Torino-Milano (quella tradizionale e quella ad alta velocità) e sulla linea Domodossola-Milano.
Si trova all'estrema periferia del territorio comunale di Rho, nei pressi del polo fieristico Fieramilano, inaugurato nel 2005 per ospitare gli eventi espositivi del capoluogo lombardo.

## Storia

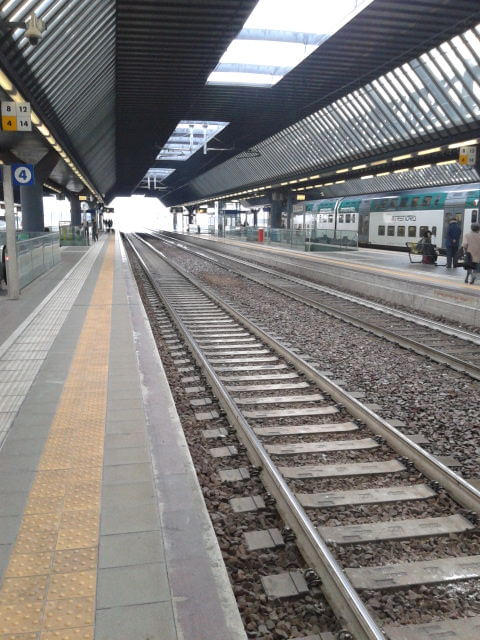
Rho Fieramilano, piazzale binari

La stazione è stata attivata per la prima volta il 29 novembre 2008, in esercizio provvisorio, con la denominazione "Rho Fiera Milano", come fermata straordinaria per l'annuale manifestazione dell'"Artigiano in Fiera", rimanendo operativa solo fino al termine dell'evento, l'8 dicembre 2008 (in tale periodo la storica fiera milanese dell'artigianato ha avuto luogo per la prima volta presso il polo espositivo di Rho).
Lo scalo è stato realizzato su progetto dell'architetto Angelo Mangiarotti; si tratta dell'ultima opera architettonica/infrastrutturale firmata da Mangiarotti prima della sua morte, avvenuta nel 2012.
Il 22 aprile 2009 Rho Fiera Milano è diventata regolarmente attiva come fermata dei treni delle linee suburbane milanesi S5 ed S6.
La sezione relativa alla linea ad alta velocità Torino-Milano è stata aperta all'esercizio il 28 settembre 2009. Essendo dotata di interscambi con le linee suburbane e la metropolitana, la fermata sarebbe dovuta diventare secondo le previsioni la "porta nord" dei treni del servizio ferroviario ad alta velocità che servono Milano, tuttavia non è stato così, in quanto ad oggi i treni AV fermano in maniera regolare a Milano Centrale, Milano Porta Garibaldi e Milano Rogoredo e solo alcuni di essi, e solo in determinati periodi, servono anche Rho Fiera.
Il 14 dicembre 2014 la stazione è stata ridenominata "Rho Fiera Expo Milano 2015" in occasione dell'Esposizione Universale di Milano, in programma presso Rho dal 1º maggio al 31 ottobre 2015.
Il 13 dicembre 2015, a evento Expo concluso, in occasione dell'entrata in vigore dell'orario ferroviario invernale 2015/2016, la stazione ha assunto la denominazione definitiva "Rho Fiera".

## Strutture e impianti

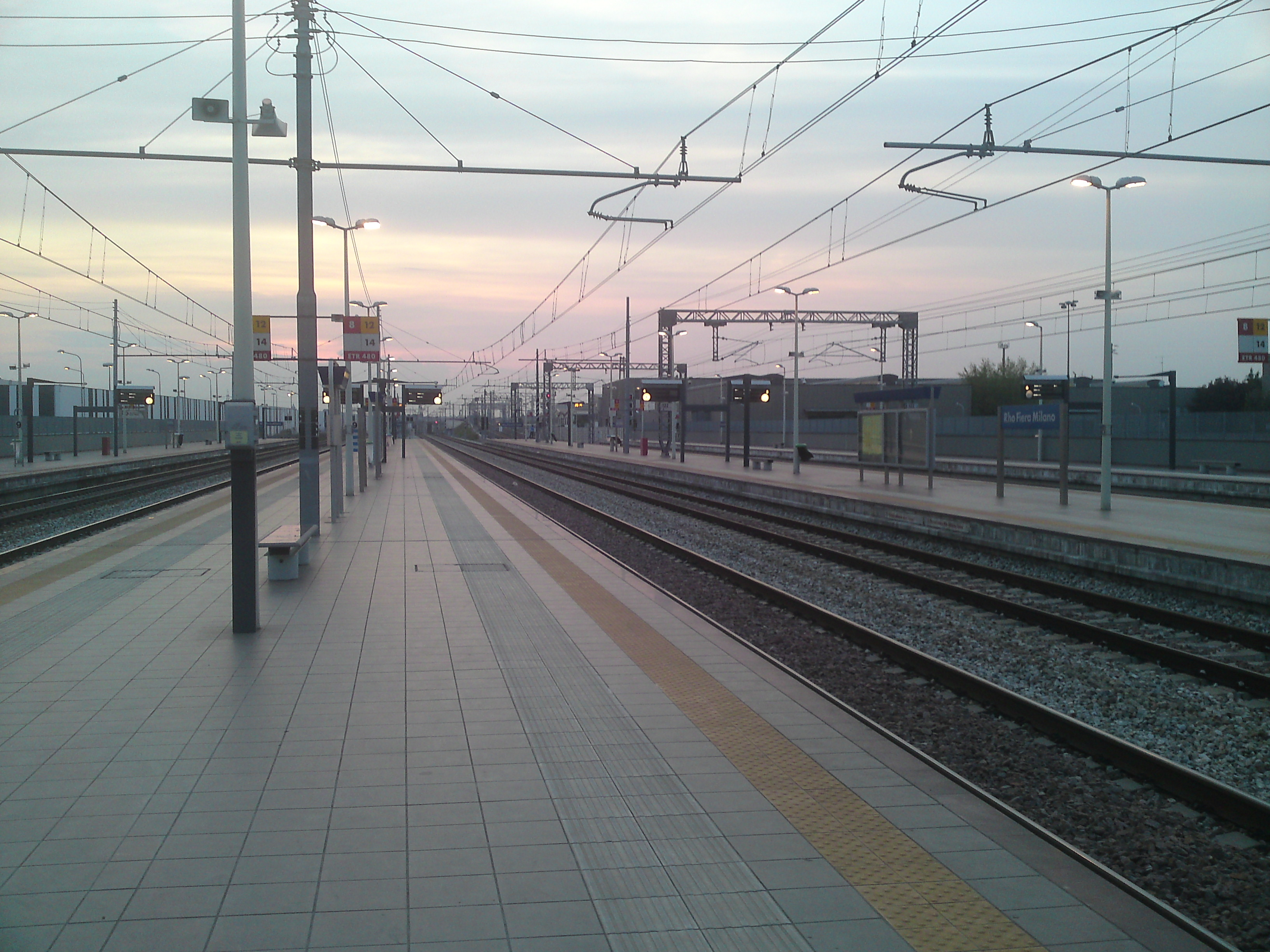
Esterno della stazione in direzione Torino. Sulla destra i portali dell'alta velocità.

L'impianto è ubicato alla progressiva chilometrica 12+618 della linea storica Torino-Milano, alla progressiva 8+856 della linea per Varese e Domodossola ed a quella 122+495 della linea AV/AC della linea ad alta velocità Torino-Milano.
Si tratta di una fermata dotata di sei binari passanti, tutti impiegati per il servizio passeggeri, dotati di monitor indicatori dei treni in arrivo e coperti da pensiline.
Il piazzale è servito da quattro marciapiedi, lunghi ciascuno 450 metri. L'impianto ferroviario è dotato di un ampio parcheggio adiacente al polo fieristico.

## Movimento
La stazione è servita da tre relazioni del servizio ferroviario suburbano di Milano gestite da Trenord: S5 (Varese-Pioltello/Limito-Treviglio), S6 (Novara-Pioltello/Limito-Treviglio), S11 (Chiasso-Como San Giovanni-Milano Porta Garibaldi-Rho); in entrambe le direzioni le linee S5 ed S6 fermano con frequenza semioraria tutti i giorni, la linea S11 con frequenza oraria nei soli giorni lavorativi, in quanto tutte le corse S11 dei giorni non lavorativi e circa la metà di quelle dei giorni lavorativi sono limitate a Milano Porta Garibaldi. È servita inoltre dai treni regionali e RegioExpress delle relazioni Milano-Porto Ceresio, Milano-Luino, Milano-Arona-Domodossola, anch'essi svolti da Trenord, nonché dai treni regionali veloci Torino-Milano, svolti da Trenitalia. Presso la stazione fermano inoltre alcuni treni ad alta velocità di Trenitalia (Frecciarossa) e di Italo-Nuovo Trasporto Viaggiatori ed una coppia di EuroCity delle Ferrovie Federali Svizzere sulla relazione Ginevra-Losanna-Milano-Venezia. Durante i giorni in cui si svolgono eventi fieristici importanti presso il vicino polo espositivo, che comportano un considerevole afflusso di viaggiatori, il servizio nello scalo viene potenziato, con l'assegnazione di fermate supplementari ai treni in transito e l'aggiunta di nuovi treni; in tali occasioni la linea suburbana S11 estende a Rho tutte le corse comprendendo la fermata Rho Fiera.

## Servizi
Le banchine a servizio dei binari sono collegate tra loro tramite un sottopassaggio pedonale dotato di scale mobili e sono accessibili alle persone disabili grazie a degli ascensori. L'area dedicata al traffico passeggeri è dotata di un impianto di videosorveglianza e di comunicazione sonora.
- Biglietteria automatica
- Bar
- Servizi igienici

## Interscambi
Nei pressi della fiera e della stazione si trova la fermata di Rho Fieramilano della linea M1 della metropolitana milanese, di cui è capolinea, che è stata inaugurata nel 2005, contemporaneamente al polo fieristico.
- Fermata metropolitana
- Fermata autobus